# Barachty
Barachty (ukr. Барахти) – wieś na Ukrainie, w obwodzie kijowskim, w rejonie obuchowskim, w hromadzie Wasylków. W 2001 liczyła 1235 mieszkańców, spośród których 1218 wskazało jako ojczysty język ukraiński, 10 rosyjski, 1 mołdawski, a 6 inny.